# テクノドン
『テクノドン』 (TECHNODON) は、YMOの9作目のアルバム。1993年5月26日にEASTWORLD/東芝EMIよりリリースされた。

## 解説
1983年に散開したYMOが1993年に再生し、『サーヴィス』以来のオリジナル・アルバムとしてリリースした作品。作詞・作曲は細野晴臣、高橋幸宏、坂本龍一が各人で行なった曲や共作が含まれており、プロデューサーはYMOとなっている。
「YMO再生」当時は、YMOというグループ名が権利上の関係で使用出来なかったため、YMO（ノットワイエムオー）となっている。
先行シングルとしてリリースされたTBS系テレビドラマ『さくらももこランド・谷口六三商店』の主題歌として使用された「ポケットが虹でいっぱい」をアルバム・ヴァージョンで収録の他、シングルカットされた「BE A SUPERMAN」が収録されている。6月10日・11日には本作楽曲を中心に東京ドームでライヴ公演「YMO TOKYO DOME」が開催し、ジ・オーブが公演のフロントアクトを務めた。
音楽性はかつてのテクノポップを再現した曲ではなく、日本に逆輸入された形のアメリカ合衆国発のテクノを基調した作品となっているため、リリース当時にはかつてのテクノポップを求めていた多くの批評家やミュージシャンの間で賛否両論を巻き起こしたが、オリコンチャートでは最高位2位、売上枚数は24.8万枚、最終的な売上枚数は約60万枚となった。

## 背景
1983年にYMOは散開を宣言し、最後のコンサートツアー「1983 YMOジャパンツアー」を敢行、散開記念アルバムとして『サーヴィス』、映画撮影、散開ライブを収録したライブ・アルバム『アフター・サーヴィス』をリリースして1984年2月にYMOとしての活動を終了。その後、メンバー3人が公の場で集合する事は一切なかった。
1992年2月17日、新宿ヒルトンホテルにて細野、高橋、坂本の3名が散開以来初めて集合し、YMOの「再生」が決定される。6月21日にはリミックスアルバム『ハイテック・ノークライム』がリリース、7月21日には1991年に日本国外でリリースされていたベストアルバム『キョーレツナリズム』がジャケットと収録曲が変更された形でリリースされた。8月21日には5枚組CD-BOX『テクノ・バイブル』とライブビデオ『ハラー』がリリース、11月21日には散開ライブの演奏曲を全曲収録し、ブライアン・イーノがリミックスを行ったライブ・アルバム『コンプリート・サーヴィス』がリリースされた。12月21日にはミュージック・ビデオ『HI-TECH VIDEO CRIME』がリリースされた。
1993年3月21日にはライブビデオ『Y.M.O.伝説 1983散開コンサート at 武道館』と細野のソロアルバム『メディスン・コンピレーション』がリリースされた。4月1日には東京目黒にあるフォーシーズンズホテルにて「YMO再生」の記者会見が行われた。4月21日にはリミックス・アルバム『YMO versus THE HUMAN LEAGUE』がリリースされ、4月28日には先行シングルとなる「ポケットが虹でいっぱい」がリリースされた。

## 録音
本作のレコーディングは1992年11月24日、YMOの新作アルバムのレコーディングとして、山本耀司のアトリエにてプリプロダクションが行われ、12月8日より青山のビクタースタジオにて正式にレコーディングが開始、12月12日までレコーディングが行われた。
年明けの1993年1月12日よりレコーディングが再開され、30日にはエルヴィス・プレスリーの「Pocketful of Rainbows」（1960年）をカバーする事が決定、31日には日本でのレコーディングが終了する。
2月、5日にはニューヨークでのレコーディングのためメンバーとスタッフは現地へと向かい、同日に読売新聞の夕刊にて「YMO再生」の記事が掲載された。ニューヨークでレコーディングする事となった理由は坂本がニューヨークに居住していたためである。8日よりスカイラインスタジオにてレコーディングが開始され、22日にはウィリアム・ギブスンからレコーディングのために書き下ろしたテキストとそれを朗読した肉声入りのDATが送付された。24日にはスカイラインスタジオでの作業が終了し、同日に本作ジャケットのロゴが決定された。
3月、1日にはライトトラック・スタジオにてミックス・ダウンの作業が開始され、16日には全てのレコーディング作業が完了し、18日にはスタッフと共に細野、高橋が帰国する。
曲順は高橋が決定した。8曲目と9曲目の場所については相当迷ったという。高橋は後に「非常に嫌々やっていた」と語っており、また他のメンバーも「本意ではなかった」と発言をするなど制作当時乗り気では無かったようである。

## 音楽性
アルバムタイトルは三人で意見を出し合って決定し、最終的に坂本が提案した『テクノドン』に落ち着いた。タイトルの由来は、「テクノ道」という発音から思いついたという。
本作はかつてテクノポップを生み出したYMOが、アメリカ合衆国から逆輸入されたテクノに迎合する形で製作された。細野は当初、全てをアコースティック楽器のみで演奏する事を企画するが、現実的に無理であるとの判断からテクノ路線のアルバムを製作する事となった。また、坂本のアイディアによりウィリアム・ギブスンやウィリアム・バロウズが参加している。
音楽本『コンパクトYMO』にてライターの吉村栄一は、テクノポップとテクノの違いについて「決定的ともいえる断裂が拡がっている」と言及した上で、本作について「再生YMOはその断裂を軽々と跳躍した」と述べている。また、曲によっては「80年代YMOを彷彿とさせる」と指摘しながらも「全体的にはまさにリアル・タイムの現在進行形であるテクノ・ミュージックを創造している」と述べている。

## リリース
本作リリースの告知は1993年4月1日に東京目黒にあるフォーシーズンズホテルにて行われた「YMO再生」の記者会見にて発表された。会場にはおよそ500名の記者が集まり、メンバー3人はベッドに寝そべった状態で会見を行った。同会見では「ポケットが虹でいっぱい」のサンプルカセットとYMOの歴史が記載されたパンフレットが渡されたのみであり、誰もが本作の音源を聴いていない段階であった。メンバーはそれぞれ記者からの質問をはぐらかすような態度に徹しており、また同会見の司会はフジテレビ系バラエティ番組『ダウンタウンのごっつええ感じ』（1991年 - 1997年）に登場した「オジンガーZ」（橋爪光男）が担当、芸能レポーターとして松村邦洋と松本明子が質問するなどバラエティ要素が強いものとなった。
その後、5月26日に東芝EMIのEASTWORLDレーベルよりCDでリリース。
本作発売直後の6月9日に『TECHNODON REMIXES I』と、7月14日に『TECHNODON REMIXES II』の2枚がリミックスアルバムとしてリリースされた。

### リイシュー
1993年初盤発売以降、再発は3度行われた。
1999年9月22日発売分は、細野監修によるリマスタリングが施され、ライナーノーツをデヴィッド・トゥープが寄稿している。
2011年7月27日発売分は、ボーナストラック1曲が追加。
2020年4月22日発売分は、SHM-CD・SACDハイブリッド・アナログ盤の3形態が同時にリイシューされた。

## プロモーション
本作リリースに関するプロモーションとしては、前述の記者会見の模様が4月5日にテレビ東京系バラエティ番組『モグラネグラ』（1992年 - 1994年）、日本テレビ系ワイドショー番組『EXテレビ』（1990年 - 1994年）にて放送された。4月13日にはTBS系報道番組『筑紫哲也 NEWS23』（1989年 - 2008年）にメンバー3人が出演、4月25日には日本テレビ系バラエティ番組『進め!電波少年』（1992年 - 1998年）にて記者会見の模様が放送、会見場に押し掛けた司会の松村邦洋が「YMOの新しいロゴを"電波少年"と呼んでいいでしょうか」と質問を行った場面が流れた。
5月23日にはエフエム東京にてメンバー3人が12時間に亘って出演し、同日初めて本作の音源が解禁された。6月2日にはフジテレビ系音楽番組『MJ -MUSIC JOURNAL-』（1992年 - 1994年）にてYMO特集が組まれ、芝浦501スタジオで行われたライブリハーサルの模様や過去映像が放送された。6月3日にはフジテレビ系バラエティ番組『とんねるずのみなさんのおかげです』（1988年 - 1997年）にメンバー3人が出演、翌週10日、7月1日と3回に亘って出演した。

## アートワーク
本作ディスクのレーベル面は配色がベンハムの独楽状になっており、回転すると色が出るようになっている。この事は歌詞カードにも記載がある。初回盤のみ、3Dタイプのジュエルケース仕様でブックレットの印刷とリンクしている。

## ツアー
本作リリース後にコンサートツアーは行なわれず、単独公演として同年6月10日・11日の2日間に亘り東京ドーム公演「YMO TOKYO DOME」が開催された。
ライブまでの行程は、1993年5月4日から5月21日まで芝浦501スタジオにてプリ・プロダクション作業が行われ、5月21日よりリハーサルが開始された。6月8日にはコンサートの事前準備が東京ドームにて行われ、6月9日にはゲネプロが行われた他に、後にNHK衛星第2で放送された「YMO再生ライブ」のインタビューが同日に収録された。
6月10日には初日の公演が行われ、同日には音楽本『TECHNODON』と『YMO by NAN GOLDIN』が発売された。6月11日には2日目の公演を行い、後のテレビ放送やライブ音源などはこの日のものを多く使用している。
6月13日にはライブアルバム用のミックス・ダウンがビクター203スタジオにて行われ、6月15日には細野と高橋がミックス作業に立ち会った。6月19日に全てのミックス作業が完了し、この日も細野と高橋が立ち会った。6月20日にはNHK衛星第2にて「YMOコンサート」として放送され、8月22日にもNHK総合にて別の内容のライブが放送され、8月25日にはライブアルバム『テクノドン・ライヴ』がリリースされた。

## 批評
| 専門評論家によるレビュー | 専門評論家によるレビュー |
| レビュー・スコア         | レビュー・スコア         |
| 出典                     | 評価                     |
| ------------------------ | ------------------------ |
| オールミュージック       | [ 10 ]                   |
| コンパクトYMO            | 肯定的                   |
| CDジャーナル             | 肯定的                   |

音楽情報サイト『オールミュージック』では、3点（満5点）と評価された。
音楽本『コンパクトYMO』にてライターの吉村栄一は、本作を「『BGM』『テクノデリック』にストレートに直結するYMOの真のラスト・アルバム」と位置付けており、「大物バンドの再結成につきものである『にぎやかさ』はこのアルバムから完全に欠落している」と指摘しているが、「これだけクオリティの高いアルバムをラスト作品として受け取ることができたこともまた、ファン冥利につきるのではないか」と肯定的に評価している。
音楽情報サイト『CDジャーナル』では、「かつてのイメージをひきずる再結成盤ではない。そこがかえって難しく聴こえた?」と本作が難解な作品である事を指摘している他、「聴き進むほどに重く暗い気分になる」と音楽性に関して一部で否定的な見解を示しているが、「冗談を飛ばすでもなく手の込んだ奥行きあるサウンドで迫る力作」、「今、聴いても違和感のない“テクノ”アルバムであることに驚かされる」と完成度の高さを称賛した。

## チャート成績
オリコンチャートでは最高位2位、登場回数は9回、売上枚数は累計で24.8万枚となった。

## 収録曲
| 全編曲: YMO。 |                           |                                                         |                                    |       |
| #             | タイトル                  | 作詞                                                    | 作曲                               | 時間  |
| 1.            | 「BE A SUPERMAN」         | 坂本龍一、高橋幸宏                                      | 坂本龍一、高橋幸宏                 | 5:20  |
| 2.            | 「NANGA DEF?」            | 坂本龍一                                                | YMO                                | 5:10  |
| 3.            | 「FLOATING AWAY」         | ウィリアム・ギブスン                                    | 高橋幸宏、細野晴臣                 | 6:45  |
| 4.            | 「DOLPHINICITY」          |                                                         | 細野晴臣                           | 5:12  |
| 5.            | 「HI-TECH HIPPIES」       | YMO                                                     | YMO                                | 4:23  |
| 6.            | 「I TRE MERLI」           |                                                         | YMO                                | 6:04  |
| 7.            | 「NOSTALGIA」             |                                                         | 坂本龍一                           | 4:48  |
| 8.            | 「SILENCE OF TIME」       | 坂本龍一                                                | 坂本龍一、高橋幸宏                 | 5:40  |
| 9.            | 「WATERFORD」             |                                                         | 坂本龍一、高橋幸宏                 | 5:38  |
| 10.           | 「O.K.」                  | 細野晴臣                                                | 細野晴臣、高橋幸宏                 | 4:27  |
| 11.           | 「CHANCE」                |                                                         | 坂本龍一                           | 4:56  |
| 12.           | 「POCKETFUL OF RAINBOWS」 | フレッド・ワイズ、ベン・ワイズマン 日本語訳：湯川れい子 | フレッド・ワイズ、ベン・ワイズマン | 4:59  |
| 合計時間:     | 合計時間:                 | 合計時間:                                               | 合計時間:                          | 63:31 |

| #   | タイトル                                    | 作詞                               | 作曲                               |
| --- | ------------------------------------------- | ---------------------------------- | ---------------------------------- |
| 13. | 「POCKETFUL OF RAINBOWS (ENGLISH VERSION)」 | フレッド・ワイズ、ベン・ワイズマン | フレッド・ワイズ、ベン・ワイズマン |

## 曲解説
1. BE A SUPERMAN
当初、坂本と高橋が試作した曲を細野に聞かせたところ、気に入った細野がローランドJUPITER-8でベースを加え、曲として完成させた。イントロの男性の声は、米国の小説家であり、俳優でもあるウィリアム・バロウズ。女性の声は当時ニューヨークで声楽を勉強していたカミヤ・ルリコ。カミヤ参加の経緯はYMOニューヨークでのレコーディング中に、よく行っていた寿司屋でアルバイトしていたところをスカウトした。
メンバー3人は英語を日本人的に発音する日本人の女性を探していたが、実際は「標準的」な英語の発音だったという。曲中に出てくる「ごめん」の声は、レコーディング中に高橋が間違えて謝った部分がそのまま引用された。その後、8月25日にシングルカットされた。
2. NANGA DEF?
レコーディングの最初に録音された曲で、アフリカ色を感じさせるアシッド・ハウスとなっている。曲のタイトルはウォロフ語で「こんにちは」という意味。コーラスの「ジャリッ」とした感じは、サンプリングを繰り返して劣化させ、失われた高域をイコライザで思いっきり上げるという手法を採用した。ベースはTB-303を使用し、細野がいくつかのパターンを作成したのち、坂本がリアルタイムに音色を変化させて録音をした。アルバム発売当時の1993年はヨーロッパでアシッド・ハウスリヴァイバルの真っ只中にあり、それらのシーンとのシンクロニシティを感じさせる一曲である。
3. FLOATING AWAY
朗読はウィリアム・ギブスン。
ギターは徳武弘文。
ベースは細野がアープ・オデッセイで演奏したもの。
4. DOLPHINICITY
当時細野がイルカクジラ会議に出席しジョン・C・リリーと会合した事に影響されて製作し[5]、イルカの声をサンプリングしており、「BE GOOD BOYS」の声はイルカの調教師のもの。男性の声は、ジョンがイルカに向かって語りかけている声である。
5. HI-TECH HIPPIES
先行シングルにカップリングされた曲で活動期のYMOを彷彿とさせるポップな曲。YMOメンバーがヒッピー時代を（直接的・間接的にも）すごしており、それを具現化したものである。曲のタイトルは当初「ハイテック・ヒッピー・ナンバー・ワン」だった。細野の「YMOはキュートなバンドでもある」という発言をきっかけにメロディは高橋、ベースは細野、バックの「ディドティド...」は坂本が担当する形であっという間に完成した。ボーカルも三人が歌っていたが、高橋の声で打ち消されてしまっている。しかし、細野によると「これがYMOだ」とのこと。ベースは2種類あり、控えめな方はジュピター8、ブンブン鳴っている方はVINTAGE KEYSを使用。バスドラムはTR-808のキックをS1000でサンプリングしたもの。
6. I TRE MERLI
曲のタイトルはイタリア語で「三羽ガラス」（正確には「三羽のクロツグミ」）という意味で、坂本がニューヨークで行ったことのあるレストランの名前を借りたものだが、3人の隠喩とも取れる。イントロのアルペジオはアープ・オデッセイのランダムLFOを使用。暗い感じを与える曲だが、高橋によると実はこの曲は「RYDEEN」の続編をイメージしたとのことで、実際Aメロは長く引き伸ばされているとはいえ、よく聞くと「RYDEEN」のAメロ冒頭音階をそのまま使っている。途中の朗読はバロウズ。
7. NOSTALGIA
録音当初は「アンビエント」と名付けられていた。
コードはオーケストラからのサンプリングである。
環境音は坂本がDATで収録した素材を使用している。
8. SILENCE OF TIME
ボーカルは「BE A SUPERMAN」でも歌っていたカミヤ・ルリコ。
もの悲しいエレピは坂本による演奏。
9. WATERFORD
曲のタイトルはアイルランドの地名から適当に拾ったもの。ベースは2種類使用されており、曲全体で低音に響くベースがアープ・オデッセイ、ファンキーなベースはJUPITER-8。
10. O.K.
細野が高橋に勧められて作ったもので、アルバムの中で最後に録音された。細野のボーカルが唯一聞ける曲ではあるが、細野自身は昔から自分の声が気に入らないらしく（過去の作品でも声を必ずといっていいほど加工している）、坂本や高橋を含めた周囲が相当説得した[要出典]。エレピはVINTAGE KEYSを使って細野が演奏。
11. CHANCE
本作リリース以前、多くのアーティストによりYMOリミックスが手がけられたが、YMOのメンバーが納得するものがなかった。そのため、YMO自身によるYMOリミックスを作ったらどうかと坂本が試作したが、結局従来のリミックスを逸脱できず、現在の形に収まった。曲制作当初は、本当にサンプリング音源を使用する意向だったが、著作権の関係上から断念し、坂本によって音色が再現されている。
「SOLID STATE SURVIVOR」の“ピョン”“ティーン”という音、「EPILOGUE」の工場の音、「KEY」のスネアの音、「LIGHT IN DARKNESS」の高橋の声によるハイハット、「LOOM」の無限音階が使われている。曲のスピードが落ちても、無限音階だけは変わらずに聞こえるという仕掛けが組まれているが、坂本とミキサーのGOH HOTODAは「そこを分かってくれる人はいるだろうか」と話していた。曲の最後に「RYDEEN」のイントロ（ハイハットと冒頭フレーズ2音）が入っているが、ここはタイミングの都合上、初めからサンプリングではなく、原曲を再現して新たに作られた。本作音源は、そのまま次曲に続き、ライヴ「YMO TOKYO DOME」では、そのまま「RYDEEN」のエンディングのようにAメロを続けて演奏した。
12. POCKETFUL OF RAINBOWS
アルバムに先駆けシングルカットされた。
シングルとアルバムとではアレンジが多少異なる。
詳細は「ポケットが虹でいっぱい」を参照。

## スタッフ・クレジット

### YMO
- 細野晴臣
- 坂本龍一
- 高橋幸宏

### 参加ミュージシャン
- ウィリアム・バロウズ - ボイス（「BE A SUPERMAN」、「I TRE MERLI」）
- 神谷るり子[14] - ボイス（「BE A SUPREMAN」、「SILENCE OF TIME」）
- ウィリアム・ギブスン - ボイス（「FLOATING AWAY」）
- 徳武弘文 - ギター（「FLOATING AWAY」）
- ジョン・C・リリー - ボイス（「DOLPHINICITY」）
- Regency - ドゥーワップ（「ポケットが虹でいっぱい」）

### スタッフ
- YMO[注釈 1] - プロデューサー
- GOH HOTODA - ミックス
- 寺田康彦（アルファレコード） - レコーディング・エンジニア
- 飯尾芳史 (TOP) - レコーディング・エンジニア
- 中山大輔（オフィスインテンツィオ） - レコーディング・エンジニア
- パット・ディレット（英語版） - レコーディング・エンジニア
- ハーブ・パワーズ（ザ・ヒット・ファクトリー・マスタリング） - マスタリング・エンジニア
- 木本靖夫（オフィスインテンツィオ） - コンピュータ・プログラミング
- 水出浩 - コンピュータ・プログラミング
- フェルナンド・アポンテ - コンピュータ・プログラミング
- 石塚真一（JVC青山スタジオ） - アシスタント・エンジニア
- ジャスティン・ラクター - アシスタント・エンジニア
- イシハラヒロ - アシスタント・エンジニア
- ジェニファー・モンナー - アシスタント・エンジニア
- ジョン・ハーマン (Right Track Recordings) - アシスタント・エンジニア
- M & Co - アート・ディレクション
- 山本耀司 - コスチューム
- 石坂敬一（東芝EMI） - エグゼクティブ・プロデューサー
- 近藤雅信（東芝EMI） - チーフ・A&R
- 熊谷陽（東芝EMI） - A&R
- 岡部良雄 - スーパーバイザー、リプレゼンティティブス
- 空里香 (KAB Inc.) - リプレゼンティティブス
- ドンベイ永田 (:永田純　Stomach Inc.) - リプレゼンティティブス
- イトウケンジ (Midium) - リプレゼンティティブス
- 佐藤雅和（オフィスインテンツィオ） - リプレゼンティティブス
- イイジマナオコ（オフィスインテンツィオ） - リプレゼンティティブス
- 土屋真信（オフィスインテンツィオ） - エキプメント・コーディネーター
- キリシマツネヒサ - エキプメント・コーディネーター
- 山田次朗 - エキプメント・コーディネーター
- 大村剣山 - エキプメント・コーディネーター
- Kaz Hayashida (Hero Associates) - ニューヨーク・レコーディング・コーディネーター
- フクノリコ - ニューヨーク・ビジュアル・コーディネーター
- A&R 1st Division - プロモーション・スタッフ
- Promotion Group - プロモーション・スタッフ

## リリース履歴
| No. | 日付          | 国名            | レーベル                                | 規格                               | 規格品番                                                                  | 最高順位 | 備考 |
| --- | ------------- | --------------- | --------------------------------------- | ---------------------------------- | ------------------------------------------------------------------------- | -------- | --- |
| 1   | 1993年5月26日 | 日本 ヨーロッパ | 東芝EMI／イーストワールド (JP) EMI (EU) | CD                                 | TOCT-8010 (JP) 7243 8 29188 2 0 (EU)                                      | 2位      | 初回プレス分のみ、モアレパターン特殊パッケージ仕様。 |
| 2   | 1999年9月22日 | 日本            | 東芝EMI／イーストワールド               | CD                                 | TOCT-24245                                                                | -        | 細野晴臣監修、リマスタリング盤、ライナーノーツ：デヴィッド・トゥープ |
| 3   | 2011年7月27日 | 日本            | ユニバーサルミュージック                | CD                                 | TOCT-27087                                                                | 166位    | リマスタリング盤、ボーナス・トラック1曲収録。 |
| 4   | 2020年4月22日 | 日本            | ユニバーサルミュージック                | SHM-CD SACDハイブリッド アナログ盤 | UPCY-7663（SHM-CD） UPGY-9001（SACDハイブリッド） UPJY-9089（アナログ盤） |          | YMO結成40周年記念リマスタリング盤 リマスタリング：砂原良徳 リマスタリング監修：GOH HOTODA 初のSHM-CD・SACDハイブリッド・アナログ盤（ハイレゾマスター／レッドヴァイナル仕様／2枚組／180グラム重量盤レコード／カラー盤（赤色）仕様／ブックレット付属。）化。 3形態同時発売。ボーナス・トラック1曲収録。全形態紙ジャケット仕様。 |